# Mansa (Zambia)
Mansa – miasto w Zambii; stolica Prowincji Luapula; 42 tys. mieszkańców (2004). W mieście znajduje się fabryka baterii elektrycznych.